# Palacio Estévez
El palacio Estévez es un histórico edificio ubicado en la Plaza Independencia de Montevideo (Uruguay). Fue sede del Poder Ejecutivo de Uruguay desde 1880 hasta 1985. Actualmente sirve como sede protocolar del Gobierno, siendo utilizado para ceremonias de Estado y actos solemnes, además de albergar el Museo de la Casa de Gobierno. 
Construido en la década de 1870 en estilo neoclásico, y convertido en palacio presidencial por Lorenzo Latorre, desde 1975 es Monumento Histórico Nacional.

## Historia
En 1834, el predio que actualmente ocupa el edificio era propiedad de Atanasio Aguirre. En 1873 fue adquirido por el financista argentino Francisco Candelario Estévez, quién lo encomendó al capitán de ingenieros Manoel de Castel para la construcción de una residencia personal. 
La construcción finalizó en mayo de 1874, Estévez se instaló con su esposa Matilde Nin Reyes en el segundo piso, mientras que se destinó la parte que daba a la calle Ciudadela en alquiler al Consulado de Italia y la planta baja se alquiló para el establecimiento de varios comercios.

### Como edificio de gobierno

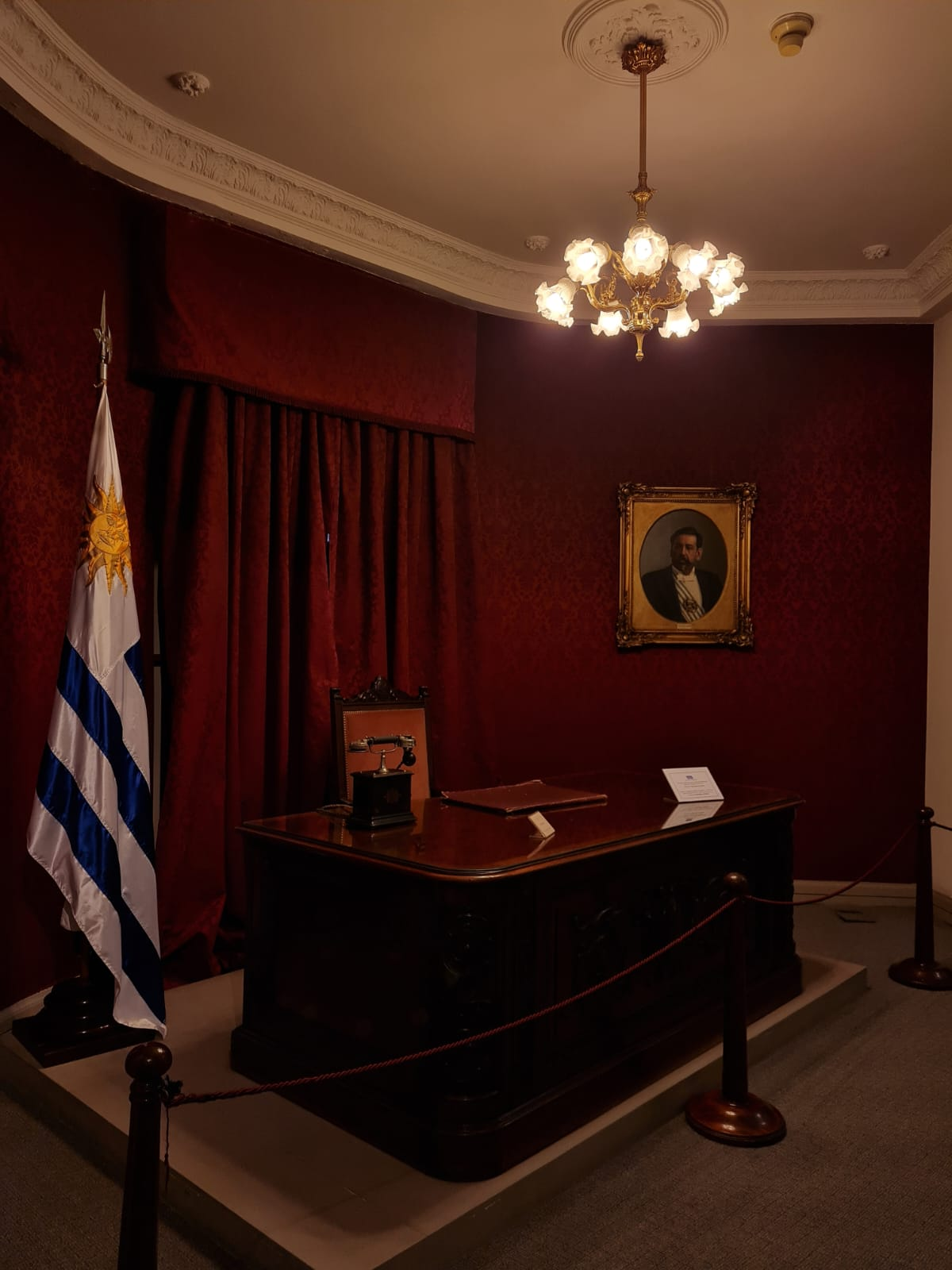
Mobiliario del despacho de Estado, utilizado desde la presidencia de José Batlle y Ordóñez.

Fue adquirido por el Estado durante el gobierno de Lorenzo Latorre. En 1878, tras la quiebra del comerciante Estévez, la residencia pasó a manos del Banco de Londres y Río de la Plata, el cual la vendió al Estado por un valor de 130 000 pesos. Latorre designó al edificio como sede de gobierno tras una serie de reformas llevadas a cargo por el ingeniero Alberto Capurro, manteniendo el pórtico columnado al frente, de acuerdo a la legislación edilicia relativa al entorno de la plaza, a dicha estructura se le agregó también un frontón triangular con el Escudo Nacional. Además, se remodeló el balcón principal, se amplió el acceso y las escaleras, se ensancharon salones y se eliminaron los miradores existentes.
La obra fue inaugurada el 25 de mayo de 1880. Fue inaugurado por el entonces presidente Francisco Vidal ante la llegada a Montevideo de los restos de José de San Martín.
Desde ese momento y hasta el año 1985, el Palacio Estéves funcionó como la sede del Poder Ejecutivo. En la década del cincuenta se realizaron otras reformas a raíz de la nueva Constitución de 1952 que establecía un Ejecutivo Colegiado.

### Museo Casa de Gobierno
En 1985 ya instaurada la democracia, el presidente Julio María Sanguinetti trasladó la mayoría de las oficinas administrativas de Presidencia al Edificio Libertad.
Durante los años siguientes  fue objeto de la importante intervención a cargo del arquitecto Enrique Benech y del artista  Manuel Espínola Gómez, en una obra ejecutada por el Ministerio de Transporte y Obras Públicas, bajo la dirección del arquitecto Nelson Colet.
En 1999 el Poder Ejecutivo designa una Comisión Asesora para la creación del Museo de la Casa de Gobierno que funcionaria en la primera planta del Palacio, dicha comisión estuvo integrada por los arquitectos Enrique Benech, Ángel Ayestarán y Fernando Rodríguez Sanguinetti. 
En 2005 el presidente Tabaré Vázquez trasladó finalmente las oficinas presidenciales a la recientemente inaugurada Torre Ejecutiva, contigua al Palacio Estévez, transformando al Edificio Libertad en la sede de la Administración de los Servicios de Salud del Estado y del Instituto de Ortopedia y Traumatología.
El 14 de octubre de 2009, a través de un Decreto de Presidencia de la República, el Palacio Estévez adoptó el nombre de Edificio Independencia.

## Arquitectura
Fue construido siguiendo el estilo neoclásico, aunque también presenta elementos neorrenacentistas. Tiene un patio central con dos escaleras monumentales. En la planta baja, la fachada principal hacia la Plaza Independencia cuenta con columnas dóricas. En el segundo piso tiene nueve puerta ventanas distribuidas regularmente y tres balcones. De estos , el central es el más amplio dado que abarca tres tramos, mientras que los de los costados solo dos. El edificio cuenta con una cornisa que tiene un frontón en la parte central de su fachada.  
En 1987 fue objeto de una remodelación realizada por el artista plástico Espínola Gómez y el arquitecto Enrique Benech. En 1975 fue declarado Monumento Histórico Nacional.

## Galería

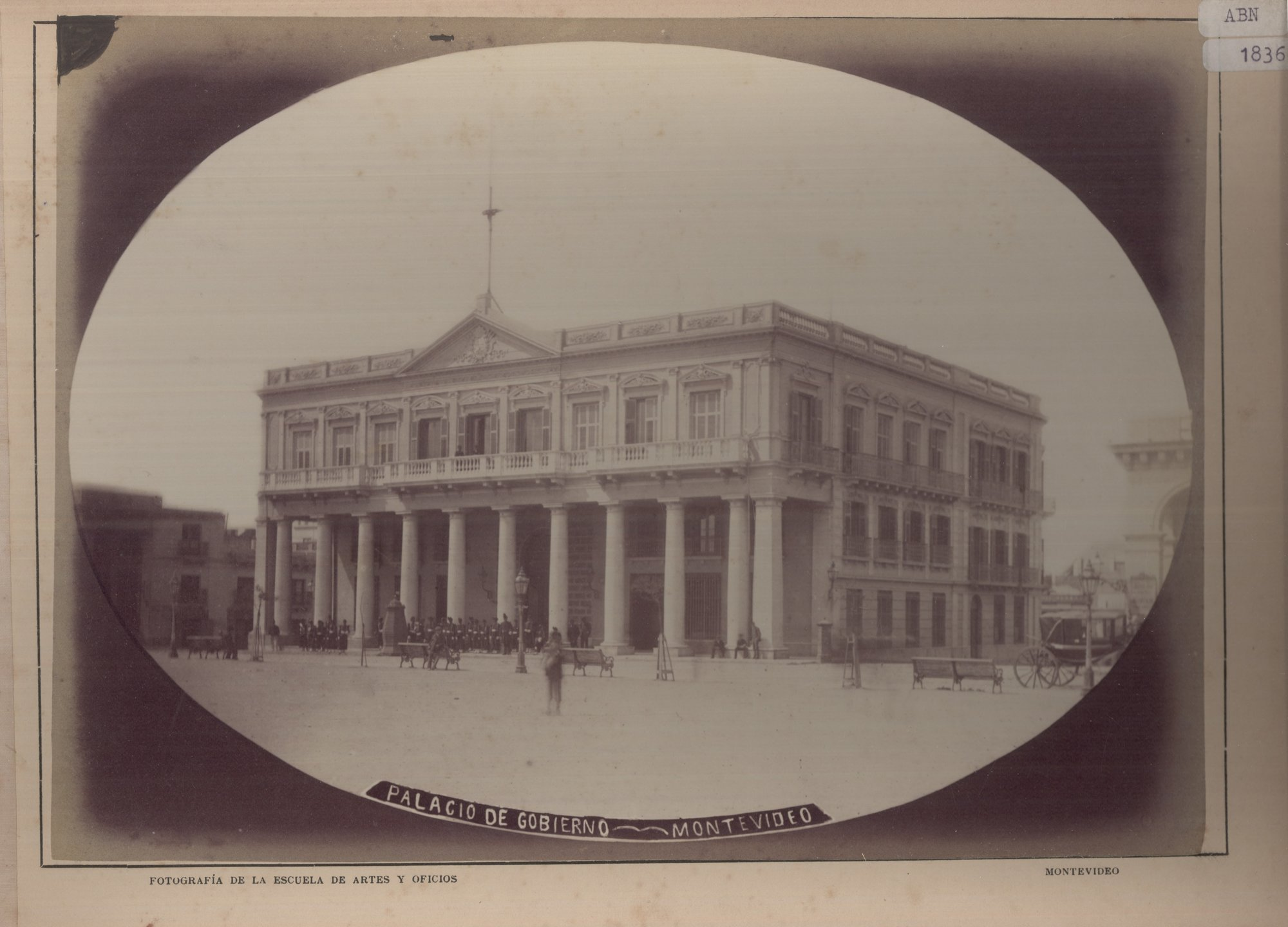
El edificio en el s XIX
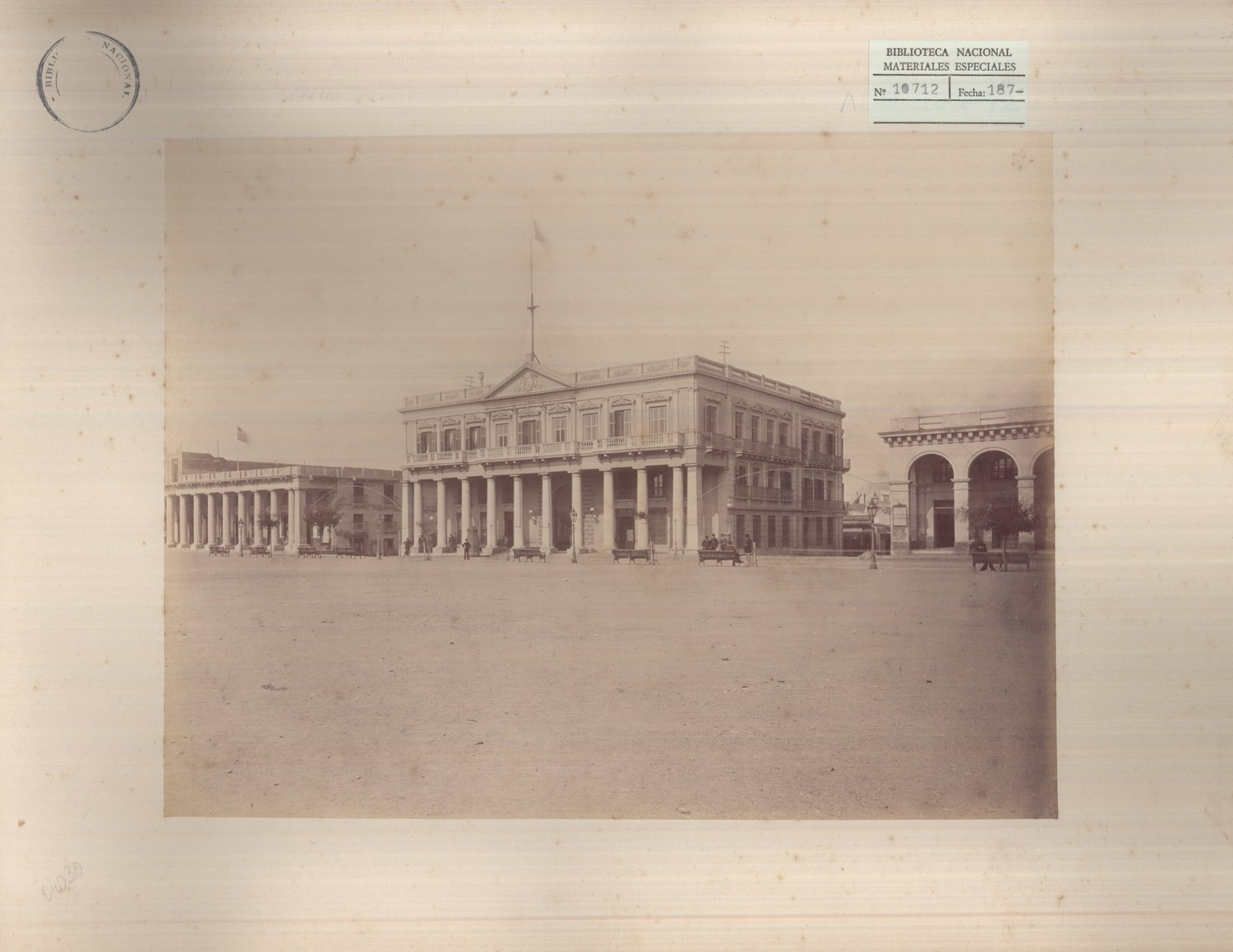
En 1870
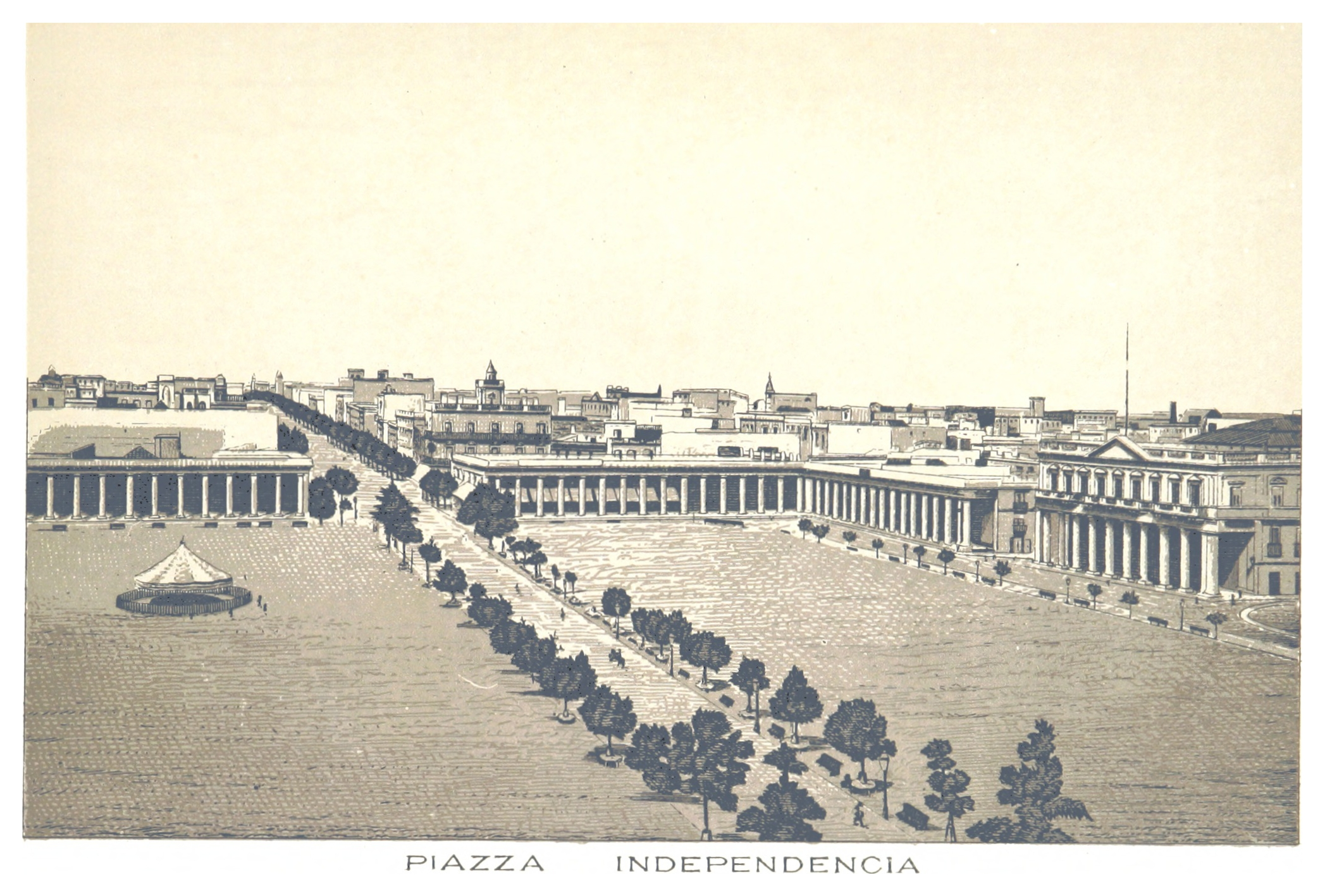
Plaza Independencia, 1885
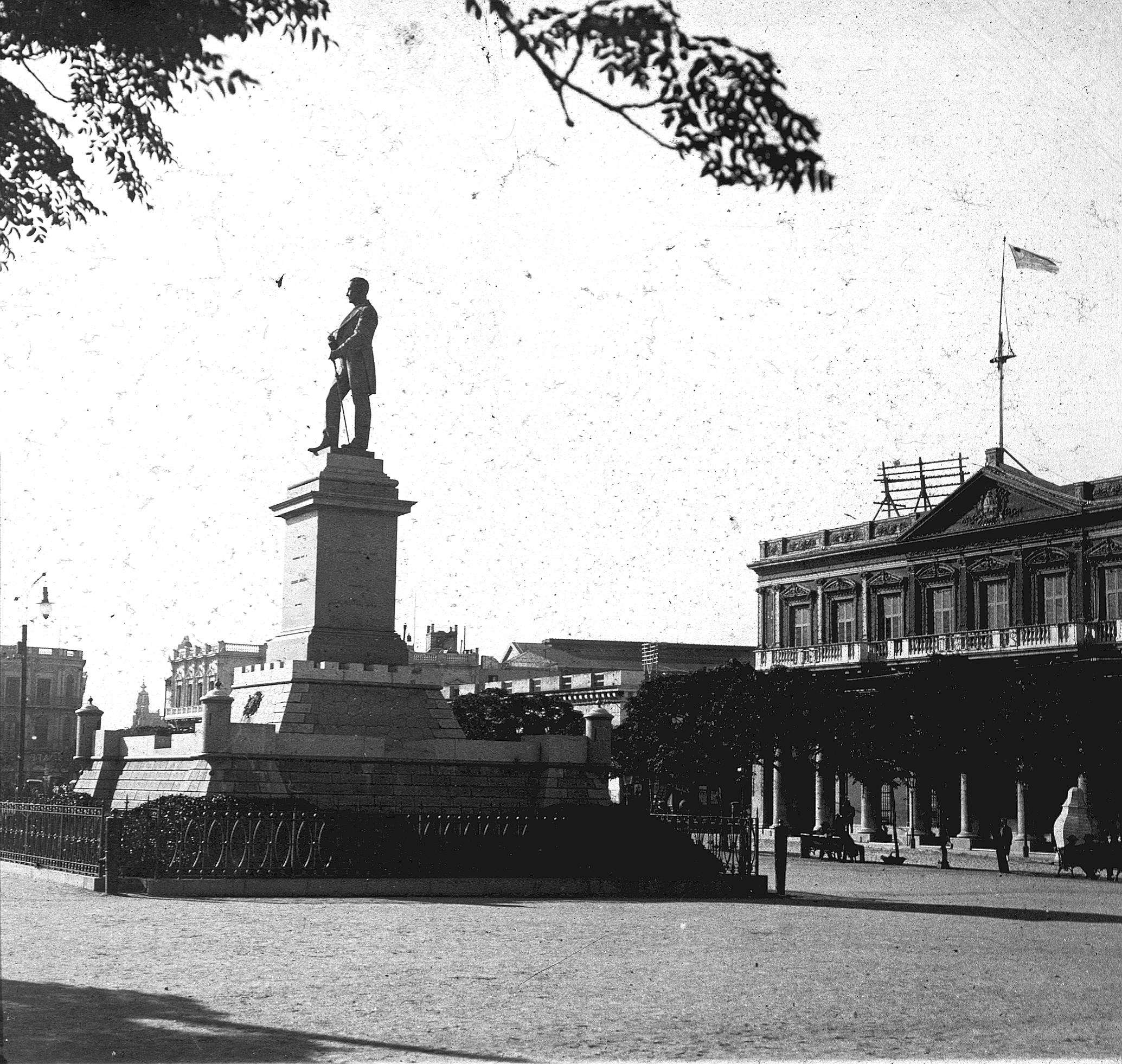
Con el Monumento a Suaréz en 1904
En 1910

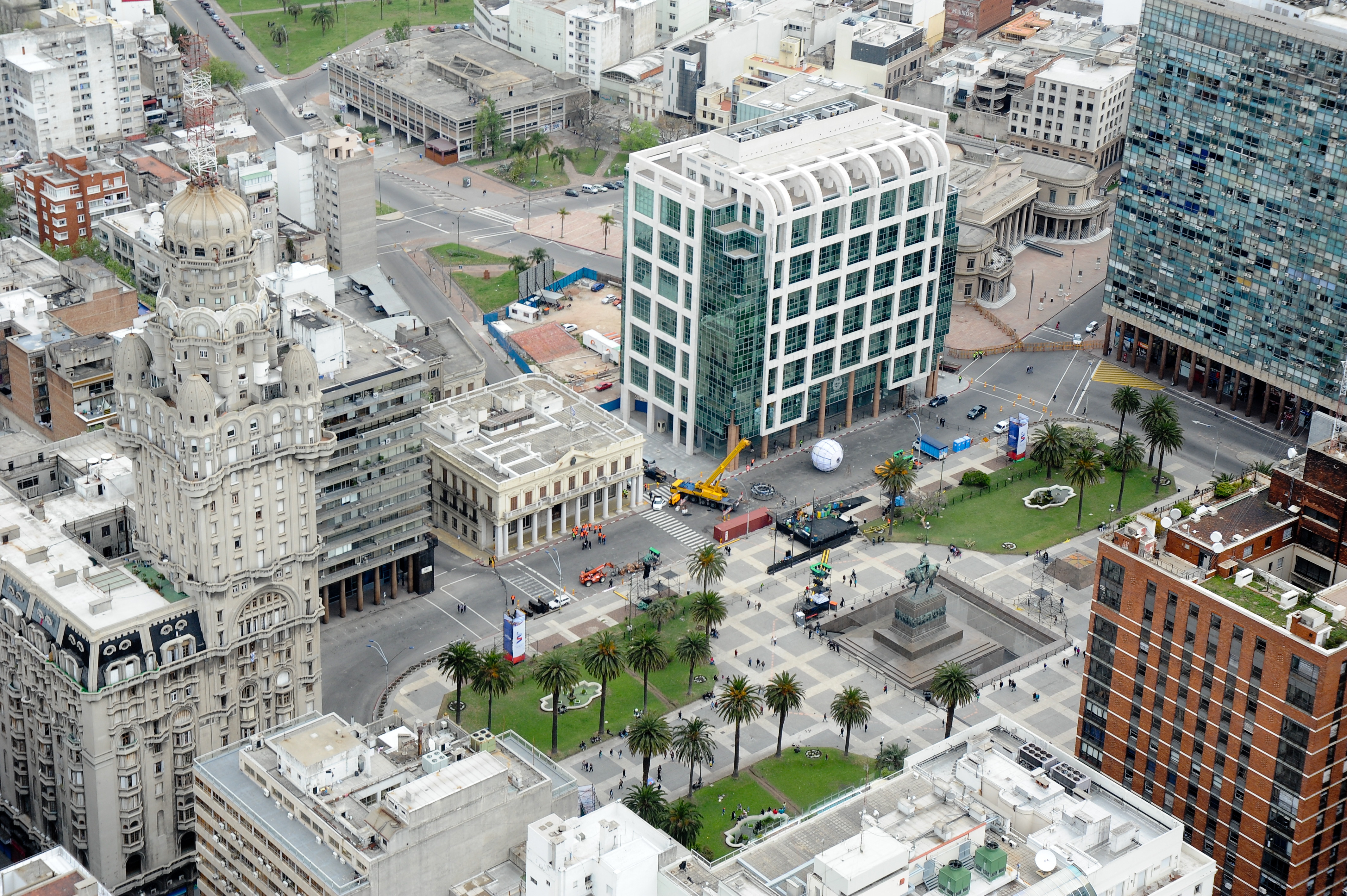
Vista aérea de la Plaza Independencia
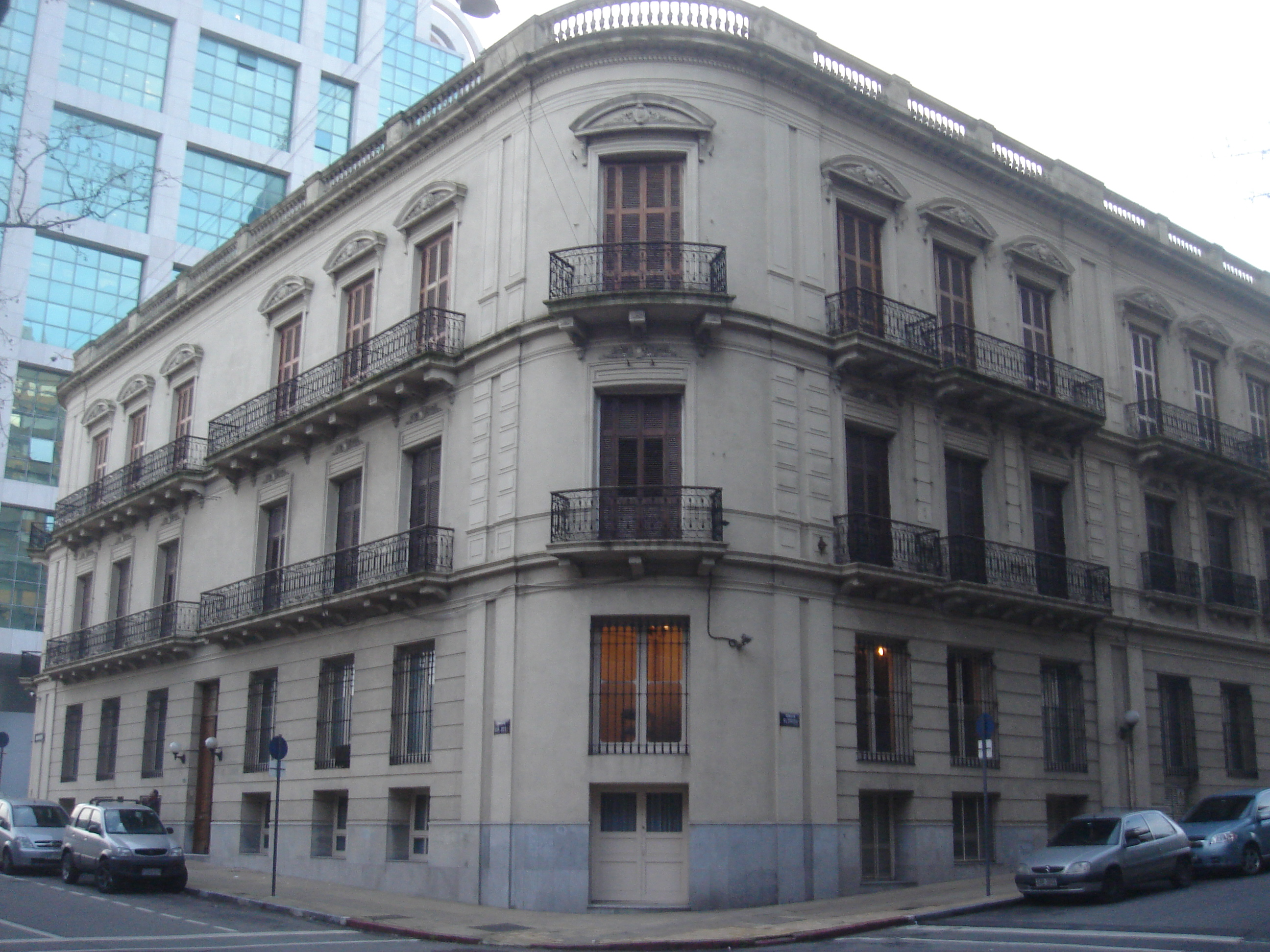
Vista desde la calle San José
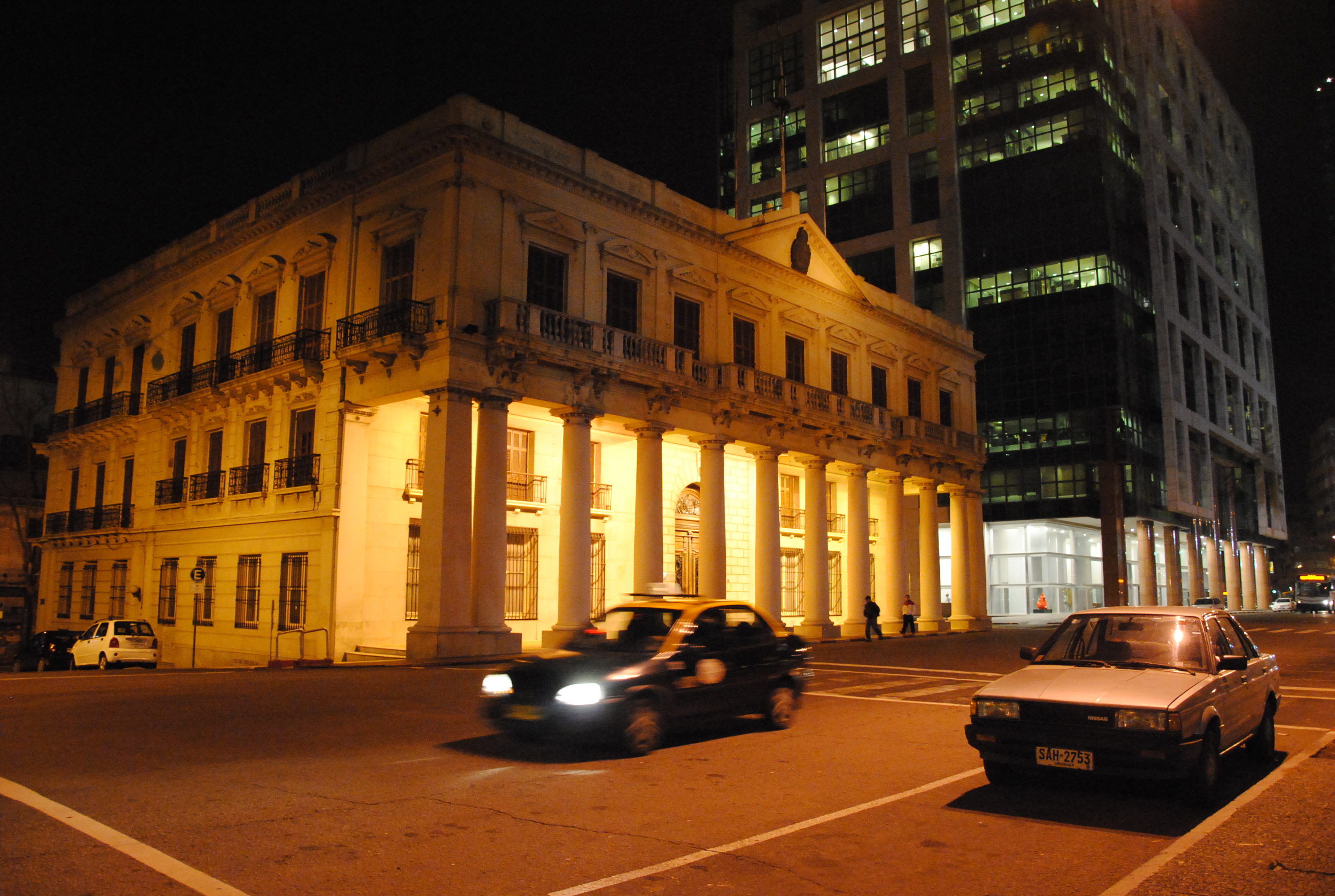
De noche en 2011. A la derecha, la Torre Ejecutiva
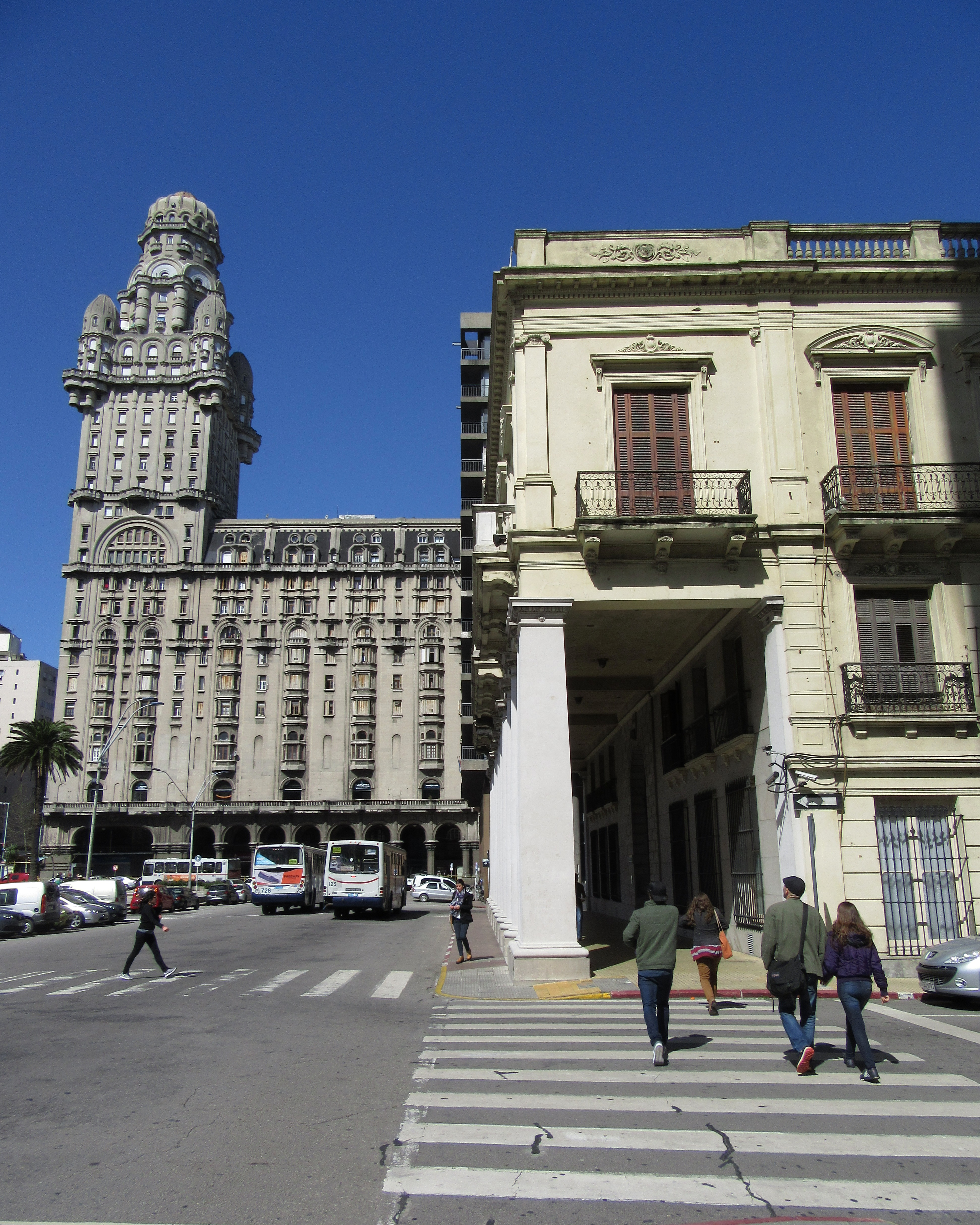
Con el Palacio Salvo en 2016